# 병입수

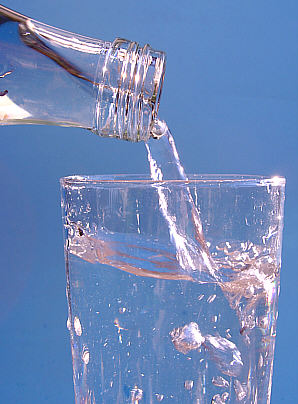
컵에 따라지는 먹는 샘물.

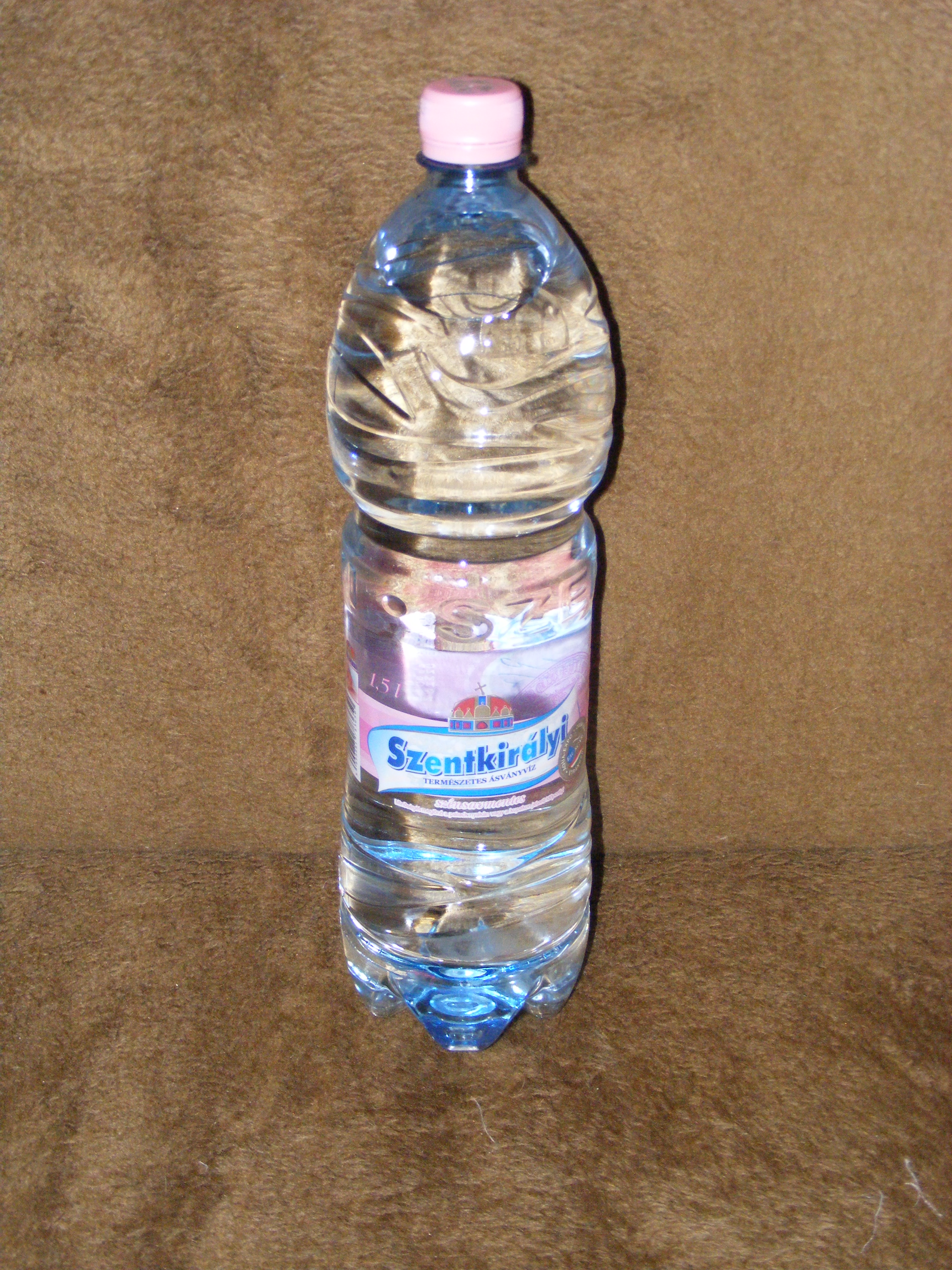
먹는 샘물의 모습.

병입수(甁入水)는 용기(주로 플라스틱)에 담아 제조 및 판매하는 물이다. 생수(生水)라는 표현도 쓰이나 생수라는 말은 본래 신선한 물, 즉 광천수를 의미하며, 현재는 용기에 담아 파는 물을 의미하는 것으로도 더 널리 쓰이고 있다. 

## 역사
대한민국에서는 1980년대 무렵부터 생활수준의 향상과 함께 생수의 수요가 생기기 시작했으나, 생수의 판매가 정식으로 허용되지 않아 업자들이 판매하는 것들은 합법적인 것은 아니었다. 1988년 서울 올림픽 무렵 외국인들을 위하여 일시 판매를 허용했던 적이 있으나, 다시 판매를 제한하였다. 이에 생수 제조·판매업자들이 헌법재판소에 헌법 소원을 청구하였으며, 1994년 생수 판매 금지 조치는 깨끗한 물을 마실 권리(행복추구권)를 침해한다는 대법원 판결을 내렸으며, 이에 따라 정부에서는 1995년 ‘먹는물관리법’을 제정, 생수 판매를 합법화하였다. 이후 생수 제품들은 대한민국에서도 다양한 형태로 발전하여 더욱 인기를 끌게 되었다. 현재 대한민국에서 먹는 샘물에 관한 업무는 환경부 소관으로 되어 있다. 2000년부터는 납부증명부담금으로 나오다가 2008년부터는 먹는샘물증명표지로 바뀌었다. 2014년 7월 22일부터는 전면 폐지되었다. (1990년대에는 먹는샘물 증명표지제가 없다.)이후 생산되는 진짜생수와 가짜생수의 구분법은 뚜껑의 지름으로 알 수 있다. 
현재 자연산 물을 사용한 병입수 제품들은 법령상 먹는샘물, 먹는염지하수, 먹는해양심층수로 나뉘어있다. 다만 현재 오리온그룹에서 판매중인 염지하수 제품인 제주용암수는 먹는염지하수가 아니라 유사 먹는샘물 형태로 팔리고 있다.
이에 대한 부담금 회피를 위해 소량의 무기물을 첨가한 유사 먹는샘물이 등장하였다. 그리고 대한민국의 여러 지자체에서는 수돗물을 홍보하기 위해 병입 수돗물을 생산하여 행사 등에 제공하고 있으나, 판매는 법적으로 허용되지 않도록 그렇게 구성되어 있다.

## 법령
먹는물관리법에 의하면, 먹는 샘물은 암반대수층(岩盤帶水層, acquifer) 안의 지하수 또는 용천수 등 수질의 안전성을 계속 유지할 수 있는 자연 상태의 깨끗한 물을 먹는 용도로 사용할 원수(原水)인 샘물을 먹기에 적합하도록 물리적으로 처리하는 등의 방법으로 제조한 물이다. 즉, 먹는 샘물은 자연 그대로의 샘물을 그대로 담아 파는 것이 아니라, 한 차례 이상의 정수 처리 등의 물리적인 처리 과정을 거쳐 담아 파는 것이다.

## 참고 문헌
- Arnold, Emily; Larsen, Janet (2006년 2월 2일). “Plan B Updates - 51: Bottled Water - Pouring Resources Down the Drain”. Earth Policy Institute.
- Gleick, Peter (2010년 5월 5일). 《Bottled and Sold: The Story Behind Our Obsession with Bottled Water》. Shearwater. ISBN 978-1-59726-528-7. 2011년 5월 5일에 원본 문서에서 보존된 문서.
- United States. Congress. House. Committee on Energy and Commerce. Subcommittee on Commerce, Trade, and Consumer Protection. Regulation of Bottled Water: Hearing before the Subcommittee on Commerce, Trade, and Consumer Protection of the Committee on Energy and Commerce, House of Representatives, One Hundred Eleventh Congress, First Session, July 8, 2009.